# ドゥコノ山
ドゥコノ山（ドゥコノさん、インドネシア語: Gunung Dukono）は、インドネシアのハルマヘラ島の最北端の一角にある火山である。山は幅広い輪郭を持っており、数個重なった火口で覆われている。
ドゥコノ山は活火山である。1550年の主要な噴火では、マムヤ山の火山錐の北の山腹とハルマヘラ島との間にある海峡を溶岩流が満たした。この噴火の火山爆発指数は3であった。死亡者は報告されたが死者数は不明である。1719年、1868年、そして1901年には、小さな噴火が発生した。
1933年以来現在まで、ドゥコノ山は継続的に噴火をしている状態である。

## 関連項目

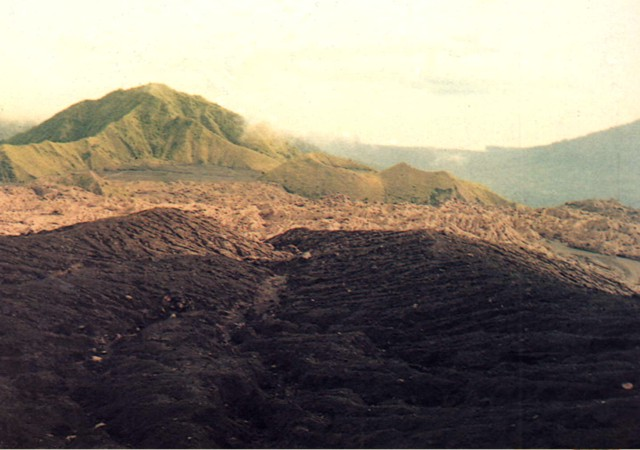
ドゥコノ山は1933年以来連続的に噴火している。火口はその火山灰で覆われ植物が育たない。